# Salto en esquí en los Juegos Olímpicos de Squaw Valley 1960
La competición de salto en esquí en los Juegos Olímpicos de Squaw Valley 1960 se realizó en el Trampolín Olímpico de Saltos de Squaw Valley el 28 de febrero de 1960.

## Medallistas
| Evento                                      | Oro                                                     | Plata                                  | Bronce                                |
| ------------------------------------------- | ------------------------------------------------------- | -------------------------------------- | ------------------------------------- |
| Trampolín grande individual (28 de febrero) | Helmut Recknagel · Equipo Alemán Unificado · 227,2 pts. | Niilo Halonen · Finlandia · 222,6 pts. | Otto Leodolter · Austria · 219,4 pts. |

## Medallero
| Núm. | País                    | Oro | Plata | Bronce | Total |
| ---- | ----------------------- | --- | ----- | ------ | ----- |
| 1    | Equipo Alemán Unificado | 1   | 0     | 0      | 1     |
| 2    | Finlandia               | 0   | 1     | 0      | 1     |
| 3    | Austria                 | 0   | 0     | 1      | 1     |
|      | TOTAL                   | 1   | 1     | 1      | 3     |